# Flagge der Republik China
Die Flagge der Republik China (Taiwan) ist rot mit einer weißen Sonne auf blauem Grund im oberen linken Viertel. Dieser Teil ist identisch mit der Parteiflagge der Nationalen Volkspartei Chinas (Kuomintang).

## Symbolik

Aufbau der Flagge

Die drei Farben symbolisieren das „Dreifache Volksprinzip“ nach Sun Yat-sen: Min Chuan (Demokratie, blau), Min Sheng (Wohlstand, weiß) und Min Tzu (Nationalismus, rot).
In dem Motiv des „Blauen Himmels mit einer weißen Sonne“ von Lu Hao-tung symbolisieren die 12 Strahlen der Sonne die 12 Monate und die 12 traditionellen chinesischen Stunden (時辰, shíchen), die 2 heutigen Stunden – eine Doppelstunde – (小時, xĭaoshí, wörtlich: „kleines shi“) entsprechen.
Die „Rote Erde“, die von Sun Yat-sen der Flagge hinzugefügt wurde, stellt sinnbildlich das Blut der Revolutionäre dar, die sich dafür geopfert haben, die Qing-Dynastie zu stürzen, um die Republik China zu gründen.
Die Flagge wurde zu einem Symbol der Kontinuität der Ideale des chinesischen Nationalismus. Sie ist auch ein Symbol der historischen und derzeitigen Verbindung mit Festlandchina.

## Geschichte

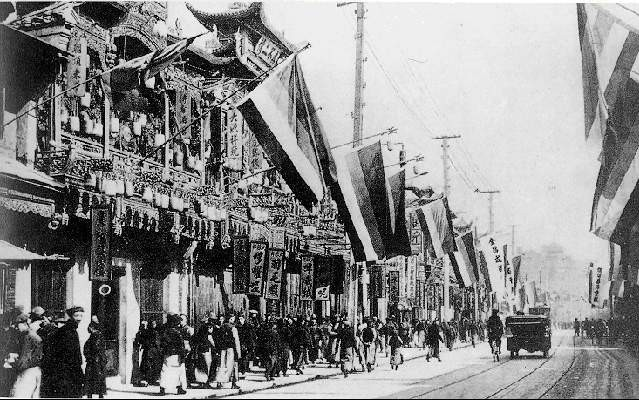
Die Xinhai-Revolution in Shanghai 1911 mit der Fünf-Farben-Flagge

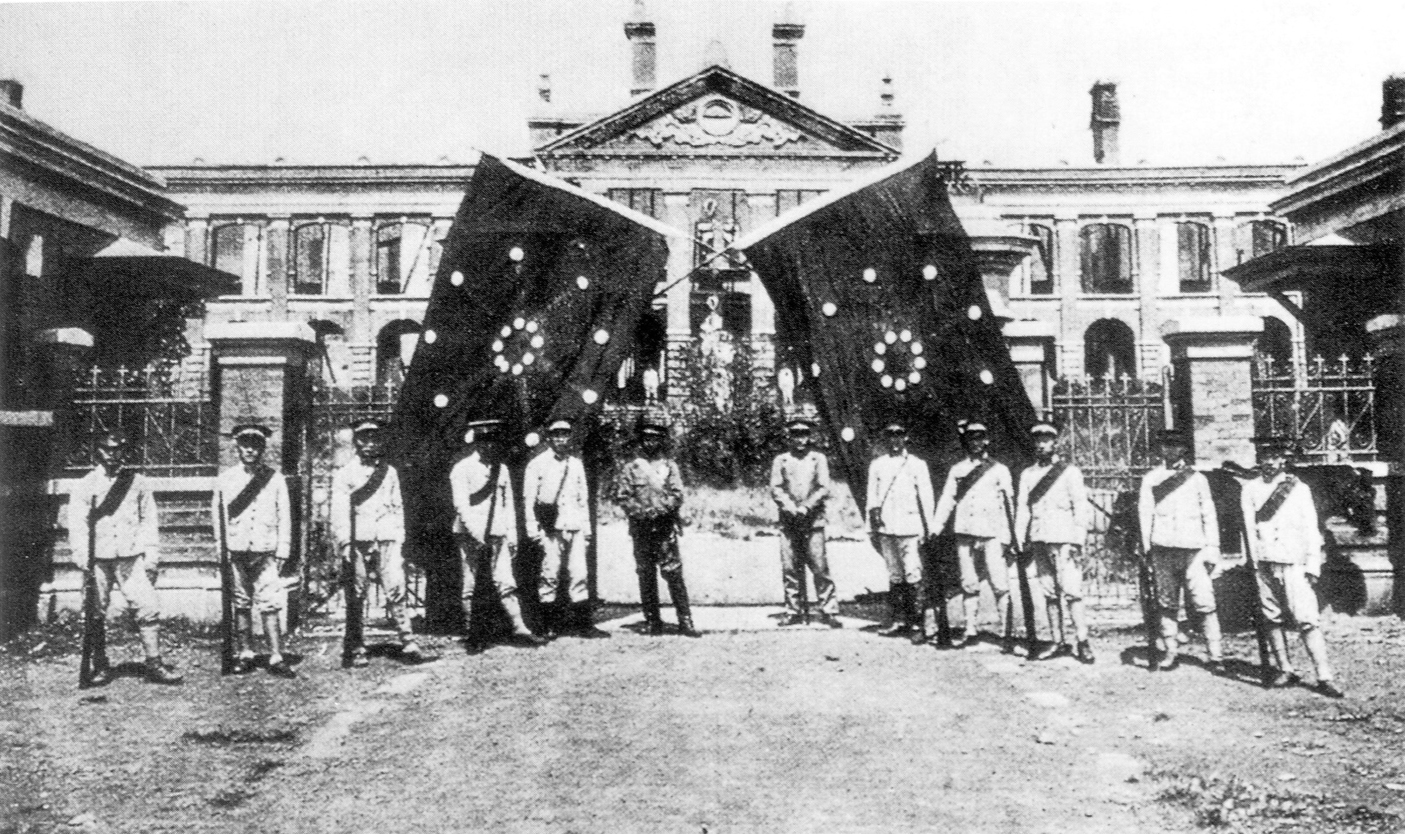
Die 18-Stern-Flagge der Hubei-Rebellen 1911

Die Flagge stammt aus der Zeit der chinesischen Revolution. Als 1911 die Xinhai-Revolution ausbrach, in deren Folge die Monarchie abgeschafft und China zur Republik wurde, verwendeten die einzelnen Revolutionsarmeen in den Provinzen verschiedene Flaggen. Die Flagge der Wuhan-Armee wies einen 18-zackigen Stern mit gelben Eckpunkten auf, was die damals 18 administrativen Einheiten Chinas symbolisieren sollte. Die Shanghai-Armee verwendete eine Flagge mit den fünf Farben Rot, Gelb, Blau, Weiß und Schwarz, die für die fünf hauptsächlichen ethnischen Gruppen Chinas standen: Han (Rot), Mandschu (Gelb), Mongolen (Blau), Hui (Weiß), und Tibeter (Schwarz). Die Flagge der Armeen der Provinzen Guangdong, Guangxi, Yunnan und Guizhou war eine weiße Sonne auf blauem Hintergrund.
Die neu gebildete Republik China (1912–1949) nahm nach intensiven Diskussionen am 20. Februar 1912 provisorisch und wenig später endgültig in einer Art Kompromiss die Fünf-Farben-Flagge als Staatsflagge an, die Flagge mit den gelben Sternen wurde zur Flagge der Armee und die weiße Sonne auf blauem Grund wurde die Flagge der Kriegsflotte. Als der zweite Staatspräsident Yuan Shikai sich 1915 zum Kaiser proklamierte, setzte er ein rotes Kreuz über die anderen vier Farben, um damit die Herrschaft der Han über die anderen Völker Chinas zu repräsentieren. Nach seinem Rücktritt am 22. März 1916 wurde die Republik wiederhergestellt und die Fünf-Farben-Flagge wieder eingeführt.

Staatsflagge der Republik China 1912–1928 (Fünf-Farben-Flagge, 五色旗, wǔsèqí)
Modifizierte Flagge der Wuhan-Provinzarmee („18-Stern-Flagge“; vom 14. Mai 1912 bis 11. Juni 1912 Flagge der Armee der Republik China)
Flagge der Armee ab dem 11. Juni 1912 bis 1928 („19-Stern-Flagge“)
Flagge des Kaiserreiches China (1915–1916)
Variante mit Andreaskreuz
Flagge der Kuomintang, von 1911 bis 1949 Flagge der Chinesischen Marine, Staatsflagge der Republik China ab 1928

Die weiße Sonne auf blauem Grund war bereits 1895 von Lu Hao-tung (陸皓東), einem frühen chinesischen Revolutionär, entworfen worden. Lu hatte seinen Flaggenentwurf am 16. März 1895 der Vereinigung zur Wiedergeburt Chinas (興中會) in Hongkong präsentiert. Später ging die Vereinigung zur Wiedergeburt Chinas in der Kuomintang, der Nationalen Volkspartei Chinas, auf und die Flagge wurde zur offiziellen Flagge der Kuomintang. Der rote Hintergrund wurde im Winter 1906 von Sun Yat-sen hinzugefügt. 1928, nach der Chinesischen Wiedervereinigung, wurde die Kuomintang-Flagge zur Flagge der Republik China (1912–1949).
Nach dem Sieg der Kommunisten im chinesischen Bürgerkrieg etablierte sich die Führung der Republik China auf der Insel Taiwan (Formosa). Der Rückzug sollte nur vorübergehend sein, und die Republik beanspruchte anfänglich weiterhin die Herrschaft über ganz China. Die Flagge blieb dabei bis heute unverändert.

## Gebrauch

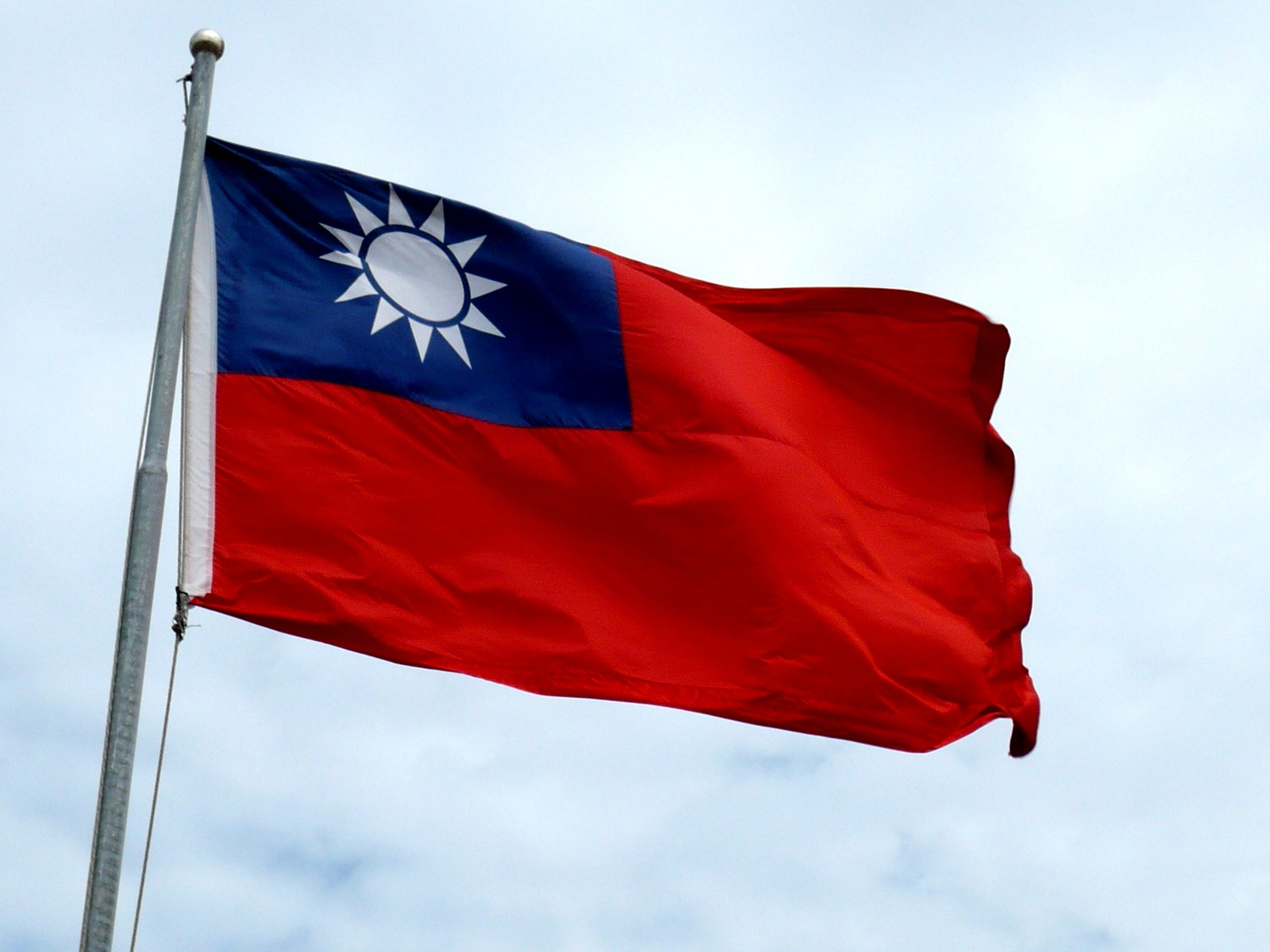
Die Nationalflagge

Vor dem Hintergrund des einzigartigen und kontroversen politischen Status Taiwans hat sich im Laufe der Zeit eine weitere Symbolik entwickelt. Die Flagge ist ein klares Zeichen dafür, dass Taiwan nicht von der gleichen Regierung wie das Festland beherrscht wird, da sie sich deutlich von der Flagge der Volksrepublik China unterscheidet. Die kommunistische Regierung erkennt den Herrschaftsanspruch der Republik China über Taiwan nicht an, und das Hissen der Flagge der Republik China ist auf dem Festland verboten. Im Gegensatz dazu wurde das Verbot der Flagge der Volksrepublik China in Taiwan aufgehoben.
Die Flagge der Republik China wird bei internationalen Zusammenkünften, an denen die Volksrepublik China teilnimmt, gewöhnlich nicht gezeigt. Auch in Taiwan ist die Flagge politisch umstritten. Aufgrund der Tatsache, dass die Flagge früher in ganz China benutzt wurde, sind damit die Gedanken an die Ideologien des chinesischen Nationalismus und der chinesischen Wiedervereinigung verbunden.
Obwohl auch gemäßigte Unterstützer einer Unabhängigkeit Taiwans (wie der ehemalige Präsident Chen Shui-bian während seiner Amtszeit) zu offiziellen Anlässen die Flagge hissen lassen und ihr salutieren, sieht man die Flagge niemals bei Parteikundgebungen der Demokratischen Fortschrittspartei. Im Gegensatz dazu fällt die Flagge sehr bei Kundgebungen der Pan-blauen Koalition auf. Dieser Unterschied wird noch verstärkt durch die Farben, die bei diesen Zusammenkünften gezeigt werden. Bei Kundgebungen der Pan-Blauen-Koalition treten die Farben der Republik-China-Flagge in den Vordergrund, mit starker Vorherrschaft von Blau und etwas Rot. Kundgebungen der Parteien, die für eine Unabhängigkeit eintreten, sind geschmückt mit viel Grün, aber keinerlei Rot oder Blau.
Extremere Unterstützer einer taiwanischen Unabhängigkeit, einschließlich Ex-Präsident Lee Teng-hui, rufen zu einer Aufgabe der Flagge auf. Es existieren mehrere alternative Entwürfe einer lokalen taiwanischen Flagge. Die Erfolgsaussichten sind jedoch nicht sehr groß. Für die Änderung der Flagge wird ein Verfassungszusatz benötigt. Die derzeitige Flagge hat eine große Schar von Unterstützern bei den Pan-Blauen-Anhängern und eine widerwillige Akzeptanz unter den gemäßigten Unabhängigkeits-Anhängern.
Das Hissen und Einholen der Flagge wird begleitet vom Nationalen Flaggenlied.

## Dienstflaggen
Alle Dienstflaggen haben wie die Nationalflagge das Seitenverhältnis 2:3.

Handelsflagge
Steuerbehörde
Wasserpolizei
Zoll
Heer
Gösch (historische Flagge der Kuomintang)

## Flagge bei Sportveranstaltungen
Weil die meisten Staaten Taiwan infolge der Ein-China-Politik diplomatisch nicht anerkennen, treten taiwanische Sportler bei internationalen Wettkämpfen und Veranstaltungen, wie zum Beispiel den Olympischen Spielen, unter dem Namen Chinesisch Taipeh an. In diesem Kontext wird eine andere Flagge gehisst. Seit einer Resolution des IOC 1979 wird die Flagge des Taiwanischen Olympischen Komitees gehisst. Diese zeigt auf weißem Hintergrund die Sonne der Kuomintang und die olympischen Ringe, umrahmt von zwei Linien in rot und blau, die die Umrisse einer Pflaumenblüte ergeben, der nationalen Blüte Taiwans (siehe auch Die Pflaumenblüte#Geschichte). Ferner existiert eine eigene Flagge für die Fußballmannschaft.

Flagge des Taiwanischen Olympischen Komitees
Fußball-Flagge des Chinesischen Taipeh

## Flaggen Taiwans

Flaggen der Provinzen und regierungsunmittelbaren Städte
Provinz Taiwan
Provinz Fujian
Taipei
Neu-Taipei
Taoyuan
Taichung
Tainan
Kaohsiung

Historische Flagge Taiwans
Flagge der Republik Formosa, 1895

Flaggenentwürfe der Unabhängigkeitsbewegung
Republic of Taiwan Provisional Government 1950er–1970er
New Name, New Flag, New Anthem 1996
World Taiwanese Congress

## Ähnlichkeiten
Die Flagge der Republik China (Taiwan) hat eine gewisse Ähnlichkeit mit der Flagge Samoas und bis 2010 mit der Flagge Myanmars. Zur Flagge Samoas gibt es keine kulturellen oder historischen Gründe, die Flagge Myanmars wurde jedoch eventuell von der Kuomintang in Birma entworfen.
Bei den Olympischen Spielen 2008 in Peking wollten taiwanesische Sportfans die Flagge von Myanmar schwenken, da sie aus der Ferne wie die taiwanesische aussieht. Grund dafür ist, dass Taiwan nur als Chinesisch Taipeh unter einer Sportflagge an den Spielen teilnehmen kann und die Flagge Taiwans nicht verwendet werden darf.

Flagge Samoas
Flagge Myanmars bis 2010